# IC 1603
IC 1603 — галактика типу Sc (компактна спіральна галактика) у сузір'ї Фенікс.
Цей об'єкт міститься в оригінальній редакції індексного каталогу.